# 羅哈斯峰
64°49′S 62°55′W / 64.817°S 62.917°W
羅哈斯峰（Rojas Peak），是南極洲的山峰，位於葛拉漢地西岸的丹科海岸，處於勒梅爾島中央，海拔高度約675米，由智利探險隊命名，現時由南極條約體系管理。